# Anna Karner
Anna Karner (verheiratete Laurens; * 8. Dezember 1950) ist eine ehemalige australische Kugelstoßerin und Diskuswerferin.
Bei den British Commonwealth Games 1970 in Edinburgh wurde sie jeweils Vierte in beiden Disziplinen.
Viermal wurde sie Australische Meisterin im Kugelstoßen (1971, 1972, 1974, 1975) und dreimal im Diskuswurf (1971, 1974, 1975).

## Persönliche Bestleistungen
- Kugelstoßen: 15,64 m, 5. Juli 1970, Sydney
- Diskuswurf: 50,96 m, 15. Januar 1974, Melbourne